# Kawcze (wieś w powiecie rawickim)
Kawcze (niem. Kawitsch) – wieś w Polsce, położona w województwie wielkopolskim, w powiecie rawickim, w gminie Bojanowo.

## Podział wsi
| SIMC    | Nazwa          | Rodzaj    |
| ------- | -------------- | --------- |
| 1008386 | Kawcze-Kolonia | część wsi |

## Historia
Miejscowość ma metrykę średniowieczną i pierwotnie związana była z Wielkopolską. Istnieje co najmniej od XIV wieku. Wymieniona została w 1387 w łacińskim dokumencie jako Cawcze, 1423 Cawcze, 1428 Kawcze, 1452 błędnie Corczewo.
Miejscowość była wsią szlachecką należącą do lokalnej szlachty wielkopolskiej Kawieckich, którzy w XV wieku od nazwy wsi utworzyli własne odmiejscowe nazwisko, a później taże do Zakrzewskich i Golińskich. W 1387 wieś należała do dystryktu Poniec, a w 1448 leżała w powiecie kościańskim Korony Królestwa Polskiego. W 1510 leżała w parafii Zakrzewo.
W 1387 Jan Donin z Sarnowy wraz z żoną Małgorzatą kupili od kasztelana nakielskiego Wincentego z Granowa trzy wsie Zakrzewo, Kawcze i Jasienie w dystrykcie ponieckim za 300 grzywien. W 1423 Jadwiga i Anna z Zakrzewa miały rozgraniczyć Kawcze z wsią Sowiny należącej do Jakuba, Piotra i Michała z Sowin. Obie strony jako świadków miały powołać przed sądem ziemskim po 6 sąsiadów z innych wsi, którzy wobec podkomorzego i woźnego sądowego mieli zeznać, którędy biegła granica pomiędzy tymi wsiami. W 1408 Jurga Donin zapisał swojej żonie Małgorzacie 860 grzywien darowizny na wsiach Zakrzewo, Kawcze i Jasienie. W 1428 sąd ziemski uznał prawa Małgorzaty Doninowej, wdowy po Jurdze, do jej oprawy w Zakrzewie, Kawczach i Jasieniu. W 1456 bracia niedzielni Andrzej i Maciej z Karcz kupili od swej siostry Anny jej część wsi wraz z zaroślami zwanymi Dąbrowa Gola za 70 grzywien. W 1469 Mikołaj i Maciej z Kawcza zapisali czynsz roczny 6,5 grzywny od sumy głównej 130 złotych węgierskich na 6 kmieciach ze wsi Kawcze Mikołajowi Ostrowskiemu. W 1469 sprzedali oni z zastrzeżeniem prawa odkupu Mikołajowi Dzięczyńskiemu 7 łanów osiadłych we wsi za 100 złotych węgierskich. W 1483 Mikołaj Zakrzewski otrzymał w spadku Kawcze oraz połowę folwarku Jasienie oraz 106 grzywien. W 1501 Maciej Kawiecki zapisał swojej żonie Barbarze Przybyszewskiej po 50 kóp groszy posagu i wiana na połowie części w Kawczu, która mu przypadła w działach z braćmi. W 1521 wykupiony został czynsz roczny ciążący na wsi Kawcze dla kapituły katedry poznańskiej.
W 1498 Dorota Kawiecka, wdowa po Janie Kawieckim, wysyłała ze swej oprawy wdowiej w Kawczu i Sierakowie łucznika na wyprawę wojenną przeciw Turcji w czasie wojny polsko-tureckiej.
Wieś odnotowano także w archiwalnych, historycznych rejestrach podatkowych. W 1510 w Kawczach odnotowano 4 łany osiadłe uprawiane przez dziedziców, 18,5 łanów osiadłych należących do kmieci oraz 5 łanów kmiecych opuszczonych z czego 2,5 łana uprawiali dziedzice. Ponadto odnotowano wtedy wiatrak, karczmę oraz dwa łany należące do sołectwa. W 1530 miał miejsce pobór we wsi z 4,5 łana. W 1563 pobór z 7 i 3/4 łana, dwóch wiatraków dorocznych, dwóch karczm dorocznych oraz trzech komorników. W 1581 pobór od majątków we wsi płacili Jan Kawiecki - od 3 łanów, 3 zagrodników, owczarza, który wypasał 10 owiec oraz od wiatraka dorocznego. Jadwiga Golińska zapłaciła podatki od 6 półłanków, 6 zagrodników, jednej komornicy, owczarza, który miał 30 owiec oraz od wiatraka dorocznego. Jakub Kawiecki zapłacił natomiast podatki od dwóch łanów i trzech zagrodników. Z części należącej do Piotra Kawieckiego pobrano podatki z 5 półłanków, od komornicy, krawca, oraz od owczarza, który wypasał 25 owiec.
W wyniku II rozbioru Rzeczypospolitej w 1793, miejscowość przeszła w posiadanie Prus i jak cała Wielkopolska znalazła się w zaborze pruskim. W okresie Wielkiego Księstwa Poznańskiego (1815-1848) miejscowość należała do wsi większych w ówczesnym pruskim powiecie Kröben (krobskim) w rejencji poznańskiej. Kawcze należały do okręgu bojanowskiego tego powiatu i stanowiły odrębny majątek, którego właścicielką była wówczas Wyganowska. Według spisu urzędowego z 1837 roku wieś liczyła 430 mieszkańców, którzy zamieszkiwali 51 dymów (domostw). W skład majątku Kawcze wchodziła także polana leśna Boreczek (5 osób w jednym domu).
W latach 1975–1998 wieś administracyjnie należała do województwa leszczyńskiego.

## Zabytki
- w Kawczu znajduje się wybudowany w drugiej połowie XIX w. pałac należący pierwotnie do rodziny Langendorff[9]; od frontu pseudoryzalit poprzedzony balkonem z kamienną balustradą, wspartym na kolumnach, powyżej  trójkątny fronton z kartuszem z herbem podtrzymywany przez pilastry[10].

Park
- Kaplica grobowa rodziny von Langendorff w Kawczu położona w kompleksie leśnym około 2 km na południe od wsi Kawcze drogą w kierunku na Konarzewo, następnie na skrzyżowaniu około 650 m drogą na zachód w kierunku Zakrzewa[11].

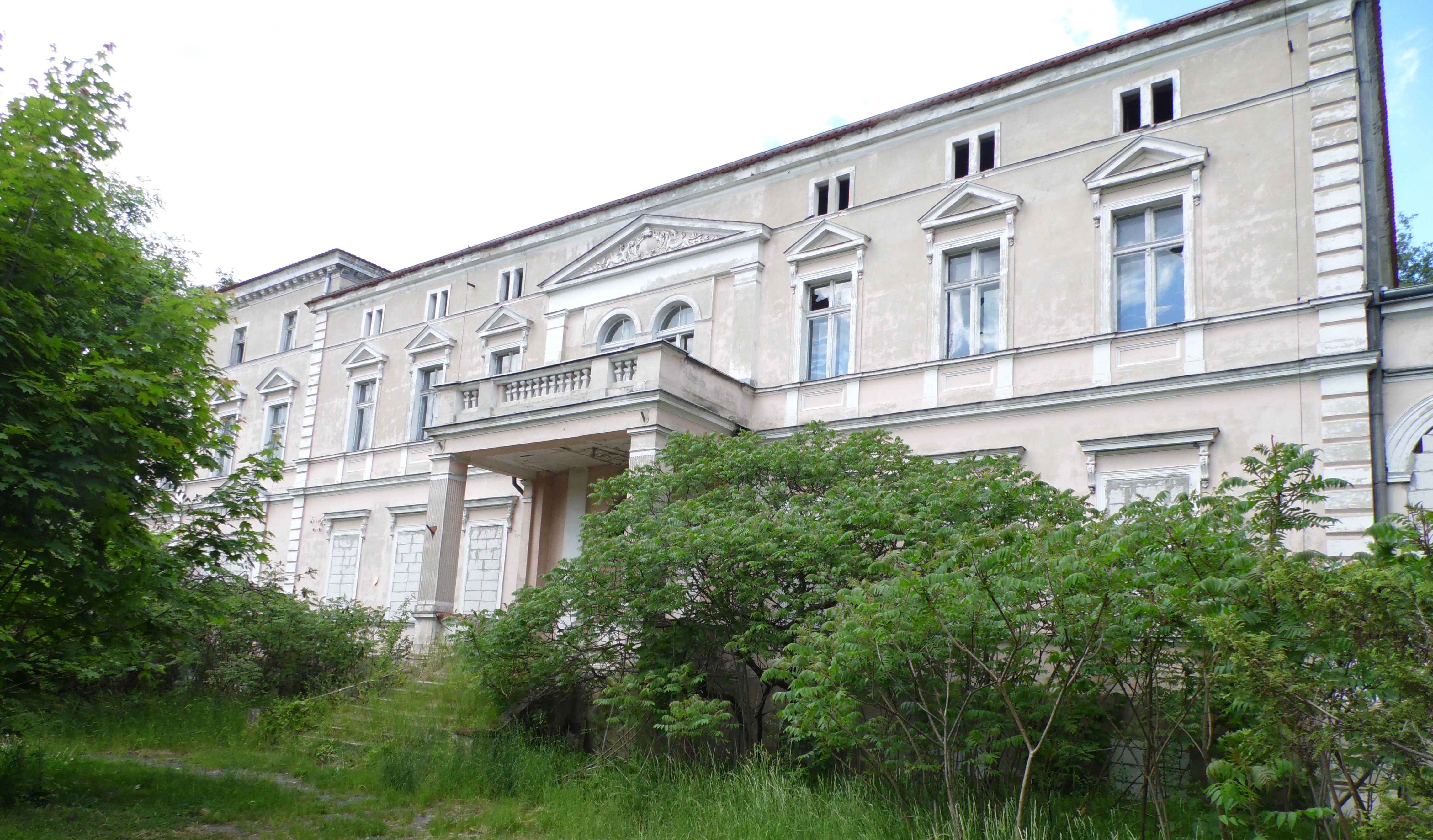
Pałac w Kawczu
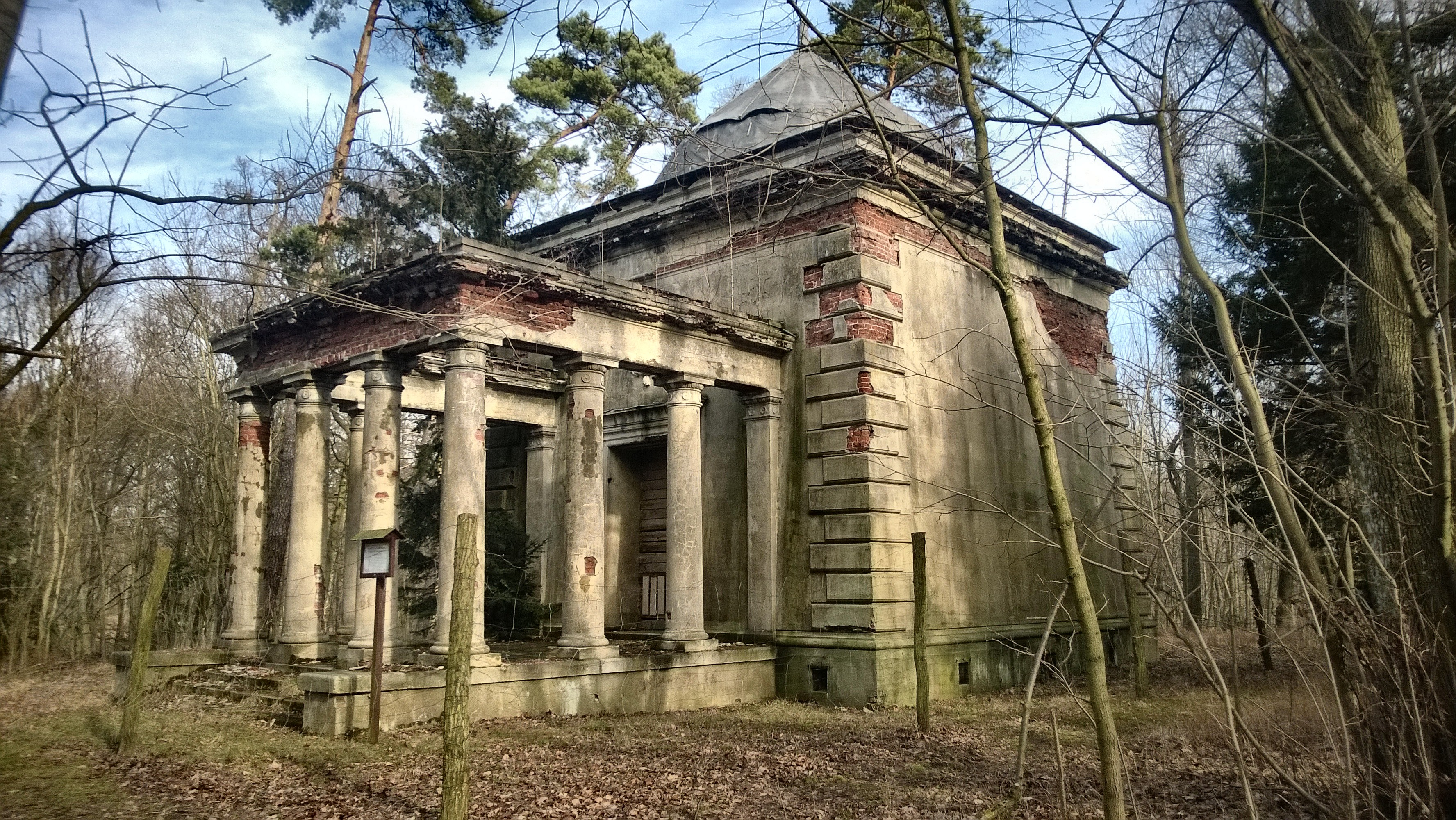
Kaplica von Langendorffów
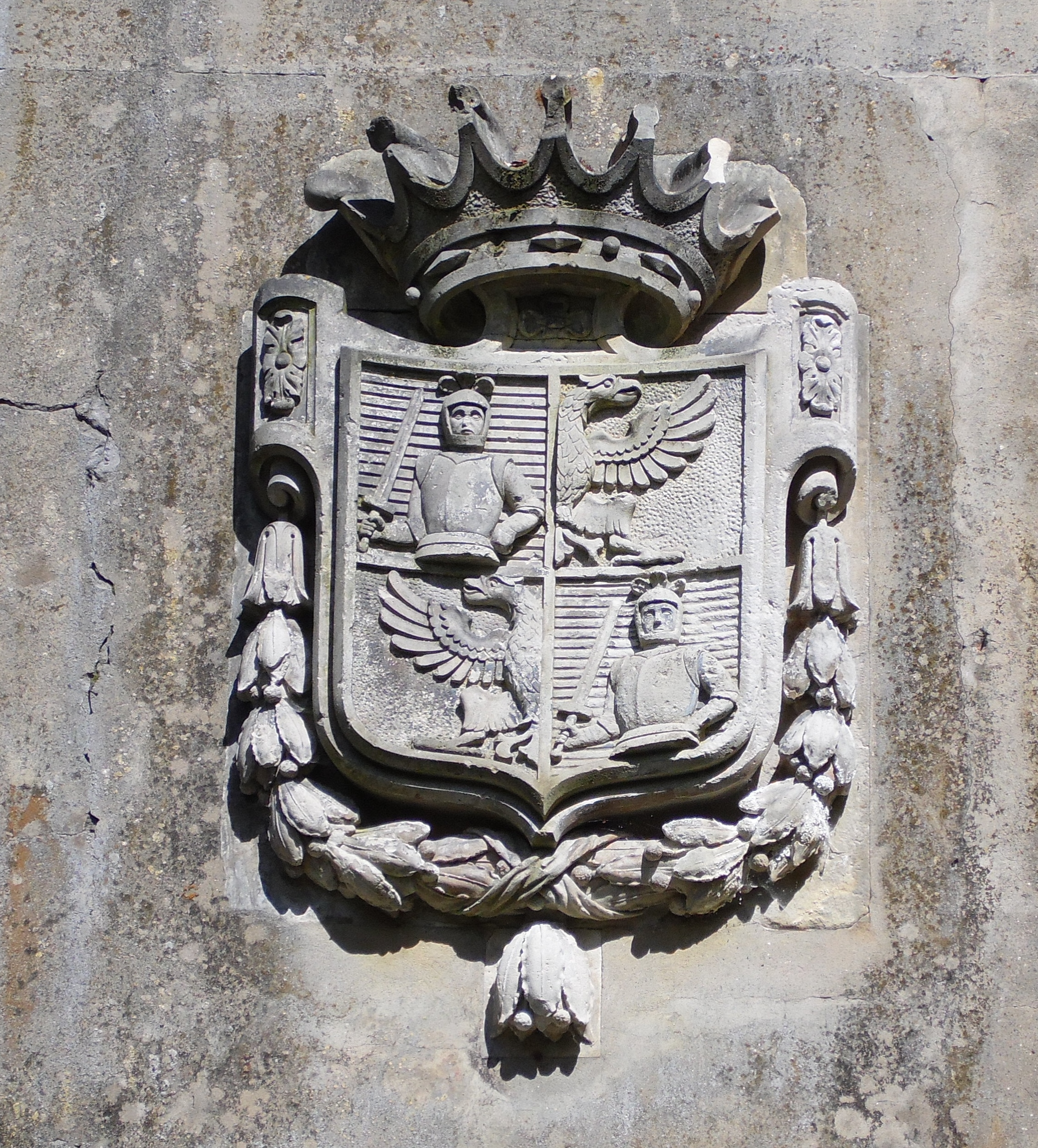
Herb von Langendorff